# Gotthilf Heinrich von Schubert
Pour les articles homonymes, voir Schubert (homonymie).
Gotthilf Heinrich von Schubert est un naturaliste allemand, né le 26 avril 1780 à Hohenstein et mort le 1er juillet 1860 à Laufzorn (commune de Oberhaching). C'est l'un des premiers représentants du courant romantique de la psychologie.

## Biographie
Il exerce la médecine à Altenbourg et enseigne à Erlangen et à Munich. Il est l’auteur d'ouvrages de botanique et de sciences naturelles : Handbuch der Naturgeschichte (1813 à 1823), Symbolik des Traums (1814), Altes und Neues aus den Gebiete der inneren Seeienkunde (cinq volumes, 1817 à 1844), Die Krankheiten und Störungen der menschlichen Seele (1845) et Vermischten Schriften (deux volumes, 1856-1860) et avec Johann Andreas Wagner (1797-1861) de Neues systematisches Conchylien-Cabinet (1829).
De 1816 à 1819, il fut précepteur des enfants de Frédéric de Mecklembourg-Schwerin; en 1859 il publia des souvenirs sur Hélène de Mecklembourg-Schwerin, accompagnés de quelques lettres de la duchesse destinées à Schubert.
Maximilian Perty collabore avec lui à la fin des années 1820 à la collection zoologique de l'Académie royale des sciences de Bavière.
En 1837, il est le premier avec son compagnon de voyage Johannes Roth, à relever que le niveau de la mer Morte est de plusieurs centaines de mètres au-dessous de celui de la Méditerranée.
Ses Mémoires furent publiés en quatre volumes de 1854 à 1856 sous le titre Der Erwerb aus einem vergangenen und die Erwartungen von einem zukünftigen Leben.